# (36489) 2000 QC45
2000 QC45 (asteroide 36489) é um asteroide da cintura principal. Possui uma excentricidade de 0.13102480 e uma inclinação de 13.37314º.
Este asteroide foi descoberto no dia 24 de agosto de 2000 por LINEAR em Socorro.